# Zygmunt Skonieczny
Zygmunt Skonieczny (ur. 10 kwietnia 1938 w Kosewie) – polski dokumentalista, reżyser filmowy i scenarzysta.

## Biografia
Zygmunt Skonieczny urodził się w Kosewie 10 kwietnia 1938 roku. W 1956 roku ukończył liceum pedagogiczne i podjął pracę nauczyciela. W 1962 roku ukończył studia historyczne na Wydziale Filozoficzno-Historycznym Uniwersytetu Łódzkiego. Kontynuował naukę na Wydziale Filologii Polskiej. Studia ukończył w 1967 roku. Jednocześnie od 1962 roku pracował w Studiu Opracowań Filmów w Łodzi oraz w Wytwórni Filmów Oświatowych. W 1970 roku napisał razem z Witoldem Żukowskim scenariusz do filmu dokumentalnego Plebiscyt – Powiśle, Warmia, Mazury rok 1920. Film został nagrodzony podczas Ogólnopolskiego Festiwalu Filmów Ddokumentalnych „Polska nad Odrą i Bałtykiem” w Głogowie w 1971 roku. W 1971 roku Zygmunt Skonieczny wyreżyserował film dokumentalny Marcin Kasprzak 1860–1905 według własnego scenariusza. Film był jego reżyserskim debiutem. Skonieczny realizował przede wszystkim filmy dokumentalne. Był wielokrotnie nagradzany podczas festiwali filmowych.

## Filmografia
Między 1971 a 2005 rokiem Zygmunt Skonieczny zrealizował kilkadziesiąt filmów dokumentalnych w oparciu o napisane przez siebie scenariusze:
- 1969 – Białe niedziele (I asystent reżysera, II reżyser)[4]
- 1970 – Plebiscyt – Powiśle, Warmia, Mazury rok 1920 (scenariusz)
- 1971 – Marcin Kasprzak 1860–1905 (scenariusz, reżyseria)
- 1971 – Kamizelka (I asystent reżysera, II reżyser)[5]
- 1972 – Życiorys historią pisany (scenariusz, reżyseria)
- 1972 – Komisja Edukacji Narodowej (reżyseria)[6]
- 1973 – Rok 1905 (scenariusz, reżyseria)
- 1973 – Pojednani miłują się bardziej (scenariusz, reżyseria)
- 1974 – Ziemia urodzajna w ludzi (scenariusz, reżyseria)
- 1974 – W środku Polski (scenariusz, reżyseria, komentarz)
- 1974 – Pani doktor (scenariusz, reżyseria)
- 1974 – Oto człowiek (scenariusz, reżyseria)
- 1975 – Z jednego pnia wyrosły (scenariusz, reżyseria)
- 1975 – Wrocławskie Gaudeamus (scenariusz, reżyseria)
- 1975 – Skrzyżowanie dróg (scenariusz, reżyseria)
- 1975 – Józef Wybicki 1747–1822 (scenariusz, reżyseria)
- 1975 – Jaka jesteś... (scenariusz, reżyseria)
- 1976 – Oczy niewidomych (scenariusz, reżyseria, komentarz)
- 1976 – Niedzielny wypoczynek kolejarzy (scenariusz, reżyseria)
- 1976 – Latarnik (scenariusz, reżyseria)
- 1977 – Serce serc (scenariusz, reżyseria, dialogi)
- 1978 – „Ty pójdziesz górą...” (Eliza Orzeszkowa) (scenariusz, reżyseria)
- 1979 – Placówka (współautor scenariusza, reżyseria)
- 1980 – UMCS dziś (scenariusz, reżyseria)
- 1980 – 35 lat Uniwersytetu im. M. Curie Skłodowskiej (scenariusz, reżyseria)
- 1981 – Profesor zwyczajny (scenariusz, reżyseria)
- 1981 – W kwiatach inaczej (scenariusz, reżyseria)
- 1982 – W szkole rodzenia (scenariusz, reżyseria)
- 1982 – Dojrzewanie do rodziny (scenariusz, reżyseria)
- 1982 – Chłop niezależny (scenariusz, reżyseria)
- 1982 – Chłop małopiśmienny (scenariusz, reżyseria)
- 1983 – Pomoc w wyborze zawodu (scenariusz, reżyseria)
- 1984 – Zatrzymany czas ginącego świata (scenariusz, reżyseria)
- 1984 – Dom nasz prawie rodzinny (scenariusz, reżyseria)
- 1985 – Wolałam rodzić synów (scenariusz, reżyseria)
- 1985 – W ślepym zaułku (scenariusz, reżyseria)
- 1985 – Rodzinny kodeks (scenariusz, reżyseria)
- 1985 – Bataliony chłopskie (scenariusz, reżyseria)
- 1985 – Pogotowie opiekuńcze (scenariusz, reżyseria)[7]
- 1986 – Jerzy Zawieyski (scenariusz, reżyseria)[8]
- 1987 – Siostra Faustyna (scenariusz, reżyseria)
- 1987 – Plan 6-letni (scenariusz, reżyseria)
- 1987 – Nowa architektura wsi beskidzkiej (scenariusz, reżyseria)
- 1987 – Kurnik pełen światła (scenariusz, reżyseria)
- 1987 – Komputer w gospodarstwie rolnym (scenariusz, reżyseria)
- 1987 – Jan Paweł II w Łodzi (scenariusz, reżyseria)
- 1988 – Stefania Skwarczyńska – szkic do portretu uczonej (scenariusz, reżyseria)
- 1988 – Pamotex – Krusche i Ender w Pabianicach (scenariusz, reżyseria)
- 1988 – II Łódzki Kongres Eucharystyczny (scenariusz, reżyseria)
- 1988 – Chłopski los – tryptyk filmowy (scenariusz, reżyseria)
- 1989 – Żyć na własny rachunek (scenariusz, reżyseria)
- 1989 – Z własnego cierpienia (scenariusz, reżyseria)
- 1989 – Po rekonwalescencji (scenariusz, reżyseria)
- 1990 – Zanieczyszczenie wód głębinowych – wieś (scenariusz, reżyseria)
- 1990 – Śmieci bogactwem (scenariusz, reżyseria)
- 1990 – Sztuka sakralna łódzkiej diecezji (scenariusz, reżyseria)
- 1990 – Rola Kościoła w kulturze polskiego średniowiecza (scenariusz, reżyseria)
- 1990 – Oświęcim – Auschwitz (scenariusz, reżyseria)
- 1990 – Opowieść o pierwszym marszałku II Rzeczypospolitej (scenariusz, reżyseria)
- 1990 – Mazurek z koniem (scenariusz, reżyseria)
- 1991 – Wędrówka uczonych jest konieczna (scenariusz, reżyseria)
- 1991 – Rodzinna opowieść o Wojciechu Korfantym (scenariusz, reżyseria)
- 1991 – Powrót – come back (ingres kardynała Lubacziwskiego) (scenariusz, reżyseria)
- 1991 – Ida młodzi, idą (scenariusz, reżyseria)
- 1991 – Father Frank z Panna Maria (scenariusz, reżyseria)
- 1991 – Dźwięki posrebrzanej płyty (scenariusz, reżyseria)
- 1992 – Polski latarnik z Santiago (scenariusz, reżyseria)[9]
- 1992 – Sztuka sakralna diecezji włocławskiej (scenariusz, reżyseria)[10]
- 1992 – Polski dom w Paryżu (scenariusz, reżyseria)[11]
- 1993 – Gazda z Bańskiej (scenariusz, reżyseria)[12]
- 1993 – Prawdziwy sługa Boży (scenariusz, reżyseria)[13]
- 1993 – Rola geotermii w ochronie środowiska (scenariusz, reżyseria)[14]
- 1993 – Wojna polsko-rosyjska z 1920 roku (scenariusz, reżyseria)[15]
- 1994 – Z chłopa prezes (scenariusz, reżyseria, komentarz)
- 1994 – W służbie Bogu i ludziom (scenariusz, reżyseria)
- 1994 – Ty o lesie ciągle marzysz... (scenariusz, reżyseria)
- 1994 – Przychylić nieba i chleba (scenariusz, reżyseria, komenatrz)
- 1994 – Biskup Józef Rozwadowski (reżyseria)[16]
- 1995 – Po kolcach (scenariusz, reżyseria)
- 1995 – Na granicy marzeń (scenariusz, reżyseria)
- 1995 – Być ojcem dla wszystkich (scenariusz, reżyseria)
- 1996 – Życie dla życia (scenariusz, reżyseria)
- 1996 – Ziemia urodzajna w artystów (scenariusz, reżyseria)
- 1996 – W poszukiwaniu minionego czasu (scenariusz, reżyseria)
- 1996 – Dobry duch Przedborza (scenariusz, reżyseria)
- 1996 – 100 lat Szkoły Rolniczej w Sobieszynie (scenariusz, reżyseria)
- 1997 – Wieś ongiś królewska (Haczów) (scenariusz, reżyseria)
- 1997 – Tryptyk bieszczadzki w drewnie (scenariusz, reżyseria)
- 1997 – Smutny koniec gigantów (scenariusz, reżyseria)
- 1997 – Saternus znad Pilicy (scenariusz, reżyseria)
- 1997 – Przyłączyć wieś do Polski (scenariusz, reżyseria)
- 1997 – Ziemia Świętego Jana (scenariusz, reżyseria)[17]
- 1998 – Tu zaczęła się Polska (scenariusz, reżyseria)
- 1998 – Oczy pełne Ojczyzny (scenariusz, reżyseria)
- 1998 – Historia w brązie (scenariusz, reżyseria, zdjęcia)
- 1998 – Gazda ze Skrzycznego (scenariusz, reżyseria)
- 1998 – Człowiek dwóch kontynentów (scenariusz, reżyseria)
- 1998 – 150 lat maryjnego sanktuarium w Licheniu (scenariusz, reżyseria)
- 1999 – Tu jest nawet i nieźle... (scenariusz, reżyseria, zdjęcia)
- 1999 – Ojciec Święty w licheńskim sanktuarium (scenariusz, reżyseria)
- 1999 – Niby to nasze... (scenariusz, reżyseria)
- 1999 – Eurogmina Drzymały (Rakoniewice) (scenariusz, reżyseria)
- 2000 – Z wiary zrodził się czyn (scenariusz, reżyseria)
- 2000 – Politechnika Krakowska (scenariusz, reżyseria)
- 2000 – Jubileusz 2000 w licheńskim sanktuarium (scenariusz, reżyseria)
- 2000 – Świat drewnem malowany – Paweł Woroniec (reżyseria)[18]
- 2001 – W służbie bliźniemu (scenariusz, reżyseria)
- 2001 – W sanktuarium licheńskim (scenariusz, reżyseria)
- 2001 – Teksańskie powroty do korzeni (scenariusz, reżyseria)
- 2001 – Polskim śladem w Teksasie (scenariusz, reżyseria)
- 2001 – Licheń na szlaku europejskich sanktuariów maryjnych (reżyseria)[19]
- 2002 – Niemieckimi śladami w Łodzi (scenariusz, reżyseria)
- 2002 – Mistrzowie paradnych hełmów (scenariusz, reżyseria)
- 2002 – Krakowska szkoła architektury (scenariusz, reżyseria)
- 2005 – Dziekan (reżyseria)[20]
- 2005 – Radogoszcz – hitlerowskie więzienie policyjne (reżyseria)[21]
- 2005 – Dyplomy Riba (scenariusz, reżyseria)
- 2014 – Kostiuchówka – żywa historia (scenariusz, reżyseria)[22]

## Publikacje
- 2010 – Zygmunt Skonieczny: Ślązacy na Dzikim Zachodzie. Szczecin: Wydawnictwo My Book. ISBN 978-83-7564-240-7. OCLC 750453057. Brak numerów stron w książce
- 2011 – Zygmunt Skonieczny: Smutny koniec herosów. Warszawa: Muzeum Historii Polskiego Ruchu Ludowego. ISBN 978-83-6217-181-1. OCLC 802066259. Brak numerów stron w książce
- 2011 – Zygmunt Skonieczny: Miasto w mieście. Łódź: Muzeum Kinematografii w Łodzi. Brak numerów stron w książce
- 2013 – Zygmunt Skonieczny: Mój świat kamerą zapisany. Łódź: Muzeum Kinematografii. ISBN 978-83-88820-47-2. OCLC 857913375. Brak numerów stron w książce

## Nagrody indywidualne
- 1973 – III nagroda podczas Festiwalu Filmów Społeczno-Politycznych w Łodzi za reportaż Pojednani miłują się bardziej[23]
- 1974 – Brązowy Światowid na Festiwalu Filmów Dydaktycznych w Łodzi za film Rok 1905[24]
- 1976 – dyplom na Ogólnopolskim Przeglądzie Filmów z zakresu oświaty zdrowotnej w Kielcach za film „Oto człowiek”[3]
- 1983 – nagroda podczas „Agrofilmowej Wiosny” w Ciechanowie za reportaż Chłop małopiśmienny[25]
- 1983 – I nagroda na Ogólnopolskim Przeglądzie Filmów z zakresu oświaty zdrowotnej w Kielcach za film Dojrzewanie do rodziny[26]
- 1983 – nagroda rektora Uniwersytetu Łódzkiego na Międzynarodowym Festiwalu Filmów Przyrodniczych im. Włodzimierza Puchalskiego w Łodzi za film Kultury tkankowe[3]
- 1986 – nagroda Zrzeszenia „Polkino” na Przeglądzie Filmów o Sztuce w Zakopanem za film Zatrzymany czas ginącego świata[27]
- 1987 – nagroda widzów na Ogólnopolskim Przeglądzie Filmów z zakresu oświaty zdrowotnej w Kielcach za film Wieczór życia[3]
- 1987 – Srebrny Kłos na Festiwalu Filmów Rolniczych w Puławach za film Wolałam rodzic synów[28]
- 1988 – I nagroda w kategorii filmu profesjonalnego na Międzynarodowym Katolickim Festiwalu Filmów i Multimediów w Niepokalanowie za „Chłopski los – tryptyk filmowy”[29]
- 1989 – Grand Prix Złoty Lajkonik na Międzynarodowym i Ogólnopolskim Festiwalu Filmów Dokumentalnych i Krótkometrażowych w Krakowie za „Chłopski los – tryptyk filmowy”[30]
- 1989 – Nagroda Szefa Kinematografii w dziedzinie filmu dokumentalnego za „Chłopski los – tryptyk filmowy”[3]
- 1989 – wyróżnienie na Międzynarodowym Katolickim Festiwalu Filmów i Multimediów w Niepokalanowie za film Wytrwajcie w miłości mojej[3]
- 2007 – II nagroda w kategorii „Filmy dokumentalne” na Polonijnym Festiwalu Multimedialnym „Polskie ojczyzny” w Częstochowie za filmy: W służbie bliźniemu, Teksańskie powroty do korzeni, Oczy pełne Ojczyzny[3]